# Stav Šafir
Stav Šafir, s přechýlením Stav Šafirová, přepisováno též Stav Šaffir (hebrejsky סתיו שפיר‎, narozena 17. května 1985 Netanja), je izraelská aktivistka, politička, bývalá poslankyně Knesetu za Izraelskou stranu práce, předsedkyně strany zelených.

## Biografie
V mládí se angažovala v hnutí ha-No'ar ha-oved ve-ha-lomed, které mělo politicky blízko ke straně práce. Byla aktivní jako dopisovateka pro dětský časopis Kulanu. Dobrovolně se zapsala do předvojenské služby, když učila nové imigranty hebrejštinu. Pak se zapsala do prestižní akademie Izraelského vojenského letectva, kde setrvala pět měsíců a poté nastoupila do armádních novin. Po vojenské službě se zapojila do pacifistických organizací a izraelsko-palestinských studentských spolků. Jistý čas strávila na stáži v Londýně. Psala do internetové magazíny a veřejně se angažovala.
V roce 2011 byla jednou z hlavních postav izraelského protestního hnutí za sociální spravedlnost, které dočasně dokázalo mobilizovat stovky tisíc lidí k pouličním manifestacím. Po hlavní aktérce protestů Dafni Leef byla druhou nejviditelnější osobností protestů, navštěvovala často televizní debaty. Dokázala přednést kultivovanou řeč na odborné konferenci a přitom zůstat aktivní v pouličních manifestacích. Profilovala se ale jako radikální opozice vůči politickému a ekonomickému systému. Když na konci nejmasovější manifestace v centru Tel Avivu požadoval její kolega Jicchak Šmuli, aby byla zazpívána izraelská hymna, ona s tím nesouhlasila, protože prý hymna je rasistická a diskriminační vůči nežidovskému obyvatelstvu, načež mezi oběma došlo ke konfliktu. Už v květnu 2012 se objevovaly zatím nepotvrzené informace, že Šafirová inklinuje ke kandidatuře za stranu práce. V říjnu 2012 oznámila, že bude kandidoval za stranu práce v blížících se volbách, přičemž musela ještě projít primárkami. Svůj krok zdůvodnila nutností převzít odpovědnost a získat vliv na dění v Knesetu.
Ve volbách v roce 2013 byla zvolena do Knesetu za Izraelskou stranu práce. Byla tehdy nejmladší poslankyní. Mandát obhájila rovněž ve volbách v roce 2015, nyní za Sionistický tábor (aliance Strany práce a ha-Tnu'a).